# Дефектоскопія
Дефектоскопія (англ. flaw detection, non-destructive test(ing); нім. Defektoskopie f, zerstörungstreie Werkstoffprüfung f) — сукупність методів неруйнівного контролю якості матеріалів і виробів з метою виявлення внутрішніх і прихованих дефектів металевих і неметалевих матеріалів і виробів та визначення місця їх розташування (без їх руйнування фізичними методами).

## Методи дефектоскопії

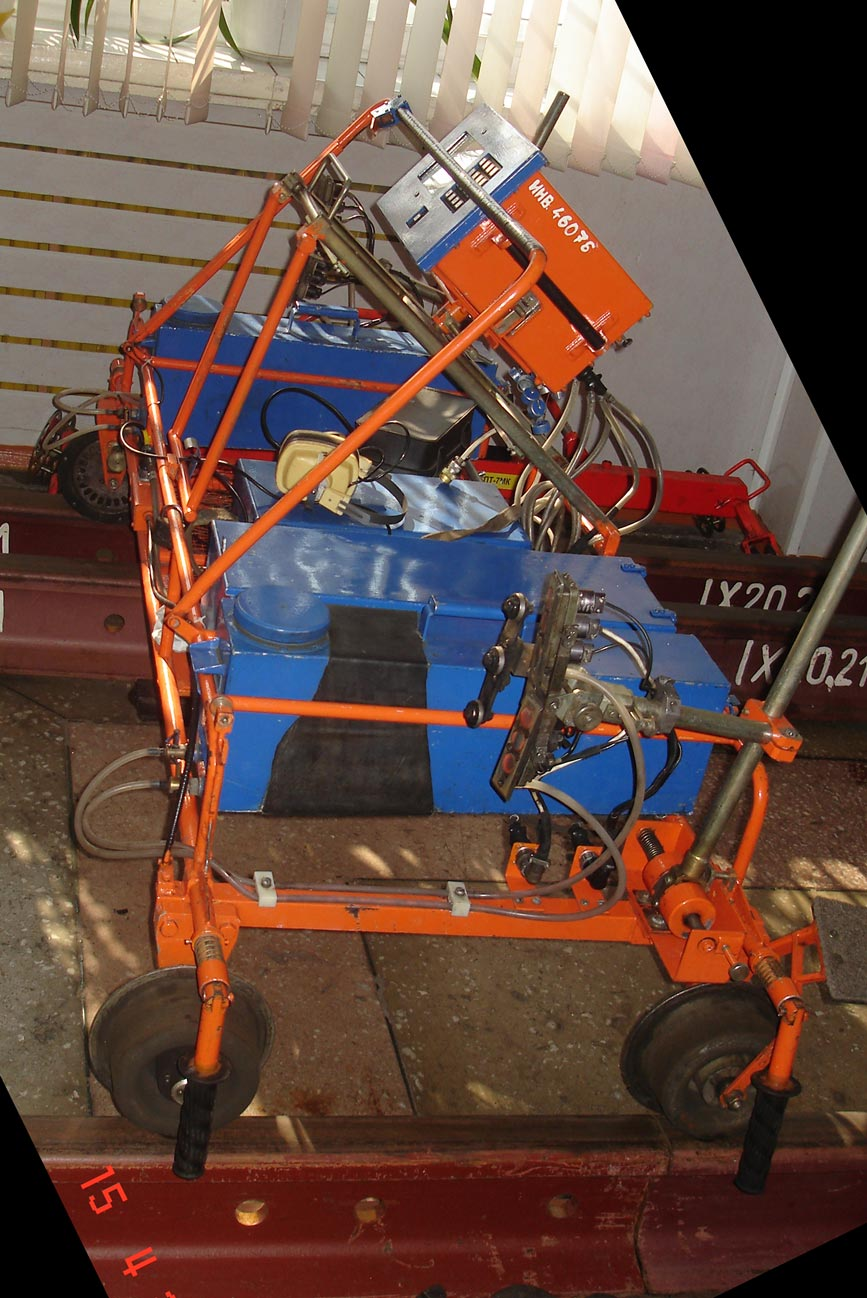
Прилад для проведення ультразвукової дефектоскопії залізничних рейок

Магніто-люмінесцентна порошкова дефектоскопія. Тестовий елемент в ультрафіолевому світлі.

Методи дефектоскопії зазвичай класифікують залежно від фізичного ефекту, що його використовують для контролю.
Найпростіший — візуальний метод ґрунтується на неоднаковому відбиванні світла від бездефектної поверхні й від дефектів. Зовнішню поверхню вивчають неозброєним оком або за допомогою лупи, для дослідження внутрішніх шарів використовують спеціальні трубки з освітлювачами. Таким методом (з використанням лупи) виявляють поверхневі дефекти розміром до 0,01 мм.
Основою акустичної дефектоскопії (у тому числі і ультразвукової) є контроль параметрів пружних коливань, збуджених у контрольованих виробах.
Методи магнітної дефектоскопії ґрунтуються на реєстрації магнітних полів розсіяння на дефектах або магнітних властивостей досліджуваних виробів. Засобами електроіндуктивної дефектоскопії аналізують ефект, викликаний зміною (через наявність дефектів) взаємодії власного електромагнітного поля котушки з електромагнітним полем вихрових струмів, що наводяться цією котушкою в контрольованих виробах.
За методом рентгенодефектоскопії вироби просвічують рентгенівським промінням. Методи оптичної дефектоскопії ґрунтуються на взаємодії світлового проміння з виробами.
Поширені електростатична дефектоскопія і трибоелектрична дефектоскопія. Є й капілярна дефектоскопія, гамма-дефектоскопія, інфрачервона дефектоскопія, радіодефектоскопія і термоелектрична дефектоскопія.

## Використання
Дефектоскопія дає змогу підвищувати надійність виробів і довговічність виробів, дозволяє проводити оцінку роботоздатності та ступеня зношення відповідального обладнання.
Дефектоскопія проводиться з допомогою дефектоскопів і здійснюється при спорудженні трубопровідних та резервуарних конструкцій для виявлення внутрішніх дефектів у зварних з'єднаннях. Може проводитись у польових умовах.